# Thomas Dowling
Thomas J. Dowling (* 30. Juni 1980), auch bekannt als TJ Dowling / T.J. Dowling, ist ein irischer Snookerspieler, der dreimal die irische Snooker-Meisterschaft sowie die U19-Europameisterschaft 1997 gewinnen konnte.

## Karriere
Dowling kommt ursprünglich aus Dublin, wo er begann, Snooker zu spielen. Später trainierte er in Celbridge mit Stephen Murphy und Joe Canny. Ab 1994 gewann er verschiedene irische Junioren-Meisterschaften, darunter 1996 feierte die irischen U17-Meisterschaft und die irische U19-Meisterschaft. Dadurch durfte er wenig später an der U21-Weltmeisterschaft teilnehmen, unterlag aber im Achtelfinale dem späteren Sieger Chan Wok Ming. Als Trostpflaster diente die irische Haupt-Meisterschaft, die er 1997 gewinnen konnte. Als irischer Meister folgte seine Teilnahme an der U19-Europameisterschaft, die er dank eines Finalsiegs über den späteren Profispieler Michael Holt gewann. In den folgenden Jahren war Dowling einer der führenden europäischen Juniorenspieler, als der er unter anderem das Halbfinale der U19-Europameisterschaft 1999 und der U21-Weltmeisterschaft 1999 erreichte. In Irland wurde er 1998 erneut nationaler Meister.
Im Jahr 2000 versuchte sich Dowling kurzzeitig und erfolglos auf der UK Tour. In den 2000er-Jahren blieb Dowling einer der führenden irischen Amateure mit regelmäßigen Viertelfinalteilnahmen bei der irischen Meisterschaft. Ebenso erzielte er regelmäßig gute Ergebnisse bei der Europameisterschaft. In den 2010er-Jahren nahm Dowling einige Male an Events der Players Tour Championship und an Events der Q School teil. Bei den EBSA Amateur Play Offs 2015 verpasste er nur knapp die Qualifikation für die Profitour. Derweil nahm er weiterhin regelmäßig an der irischen Meisterschaft teil. 2016 gelang ihm sein dritter Meisterschaftsgewinn. Danach nahm er zusätzlich auch erneut an internationalen Turnieren teil, wobei er das Achtelfinale der WSF Championship 2018 erreichte. Dowling lebt heutzutage in Carlow.

## Erfolge
| Ausgang         | Jahr           | Turnier                       | Finalgegner       | Ergebnis  |
| --------------- | -------------- | ----------------------------- | ----------------- | --------- |
| Amateurturniere |                |                               |                   |           |
| Sieger          | 1996           | Irische U17-Meisterschaft     | Kevin Flanagan    | 3:0       |
| Sieger          | 1996 oder 1997 | Irische U19-Meisterschaft     | unbekannt         | unbekannt |
| Sieger          | 1997           | Irische Snooker-Meisterschaft | Gary Hardiman     | 8:6       |
| Sieger          | 1997           | U19-Europameisterschaft       | Michael Holt      | 6:3       |
| Sieger          | 1998           | Irische Snooker-Meisterschaft | Douglas Hogan     | 8:4       |
| Zweiter         | 2015           | EBSA Amateur Play Offs        | Sanderson Lam     | 2:4       |
| Sieger          | 2016           | Irische Snooker-Meisterschaft | Jonathan Williams | 7:3       |